# Juliana Buhring
Juliana Buhring, née le 6 juin 1981 à Athènes (Grèce), est une coureuse d'ultracyclisme et auteure anglo-allemande. En décembre 2012, elle établit le premier record de tour du monde féminin à vélo au Livre Guinness des records, en parcourant le tour du globe en 152 jours. Elle participe régulièrement à des courses d'ultracyclisme sans assistance.
Elle co-écrit Not Without My Sister avec ses demi-sœurs en 2007, à propos de son enfance dans la secte des Enfants de Dieu et un second livre en 2016 sur sa performance autour du monde à vélo de 2012.

## Biographie

### Enfance
Buhring naît à Athènes de parents membres de la secte des Enfants de Dieu. Sa mère l'abandonne à l'âge de quatre ans, d'autres membres de la secte la prenant en charge. Elle vit dans une trentaine de pays, et subit « de la privation de nourriture, de sommeil, des coups, de l'exorcisme ainsi que de l'humiliation publique ». Elle quitte la secte en 2004 à l'âge de 23 ans, sans argent ni éducation scolaire,.

### Cyclisme
Buhring commence à s'intéresser au vélo en 2011, afin de faire le deuil du décès de son compagnon Hendrik Coetzee, un explorateur sud-africain tué par une attaque de crocodile quelques mois auparavant. Elle s'entraîne alors pendant huit mois, et gagne de l'expérience en cyclisme dans le but de réaliser le tour du monde.
Le 23 juillet 2012, elle part de Naples avec un vélo de course, offert par un magasin de vélo local. Elle n'a aucun sponsor et se fait financer son voyage par les dons de ses abonnés sur les réseaux sociaux. Elle rejoint Porto via la France et l'Espagne en huit jours et prend un avion pour rejoindre Boston. Elle parcourt alors les Etats-Unis d'Est en Ouest et rejoint Seattle le 31 août 2012. Elle continue son trajet par la Nouvelle-Zélande, l'Australie et remonte vers l'Asie. Elle regagne Naples le 22 décembre 2012, soit 152 jours après y être partie, avec 144 jours passés sur le vélo. Le livre Guinness des records lui attribue le titre de première femme ayant réalisé le tour du monde à vélo, sans assistance,.
En 2013, Buhring est la seule femme à participer à la première édition de la Transcontinental Race. Elle termine 9e de la course en 12 jours, 2 heures et 52 minutes de course.
En juin 2014, Buhring participe à la première édition de la Trans Am Bike Race où elle termine 1re femme et 4e au classement général.
En 2016, elle participe à la Race Across America, où elle est invitée à participer bien qu'elle n'ait pas validé d'épreuves qualificatives. Elle est contrainte d'abandonner dans le premier tiers de la course, après avoir développé un œdème pulmonaire.
Depuis 2019, Buhring est responsable de l'organisation de The Two Volcano Sprint, qui a lieu chaque automne dans son pays d'adoption, le sud de l'Italie. Les participants effectuent un parcours fixe et exigeant de près de 1200 kilomètres, qui relie le Vésuve à l'Etna.

### Littérature
En 2007, Buhring est co-auteure de Not Without My Sister avec ses deux demi-sœurs Celeste and Kristina Jones. Elles y détaillent leurs vies au sein de la secte des Enfants de Dieu.
En 2016, elle écrit son second livre This Road I Ride, décrivant son record du monde à travers le monde à vélo de 2012.